# Last Night (canción de Buddy Holly)
«Last Night» es una canción escrita por Norman Petty y Joe Mauldin, y grabada por Buddy Holly y The Crickets.

## Grabación
"Last Night" se grabó el 12 de marzo de 1957, en los estudios de Norman Petty, en Clovis Nuevo México, al igual que casi todas las canciones del álbum debut de Buddy Holly y The Crickets, en la sesión de grabación de la canción, Holly (como siempre él en voz líder y guitarras), contó con Jerry Alison en batería, Niki Sullivan en guitarra y Joe Mauldin en el contrabajo. Unos mese más tarde, en la base aérea de Tinker Air Force Base, el grupo The Picks graba los coros de fondo.

## Lanzamientos
"Last Night" fue publicada como la undécima canción del álbum debut de Buddy Holly y su grupo The "Chirping" Crickets de 1957.